# The Met (rascacielos)
The Met es un rascacielos residencial de 69 plantas situado en Bangkok. 
Es el quinto edificio más alto y segundo residencial más alto de Tailandia.
The Met tiene una altura de 228 metros y 69 plantas. Contiene 370 unidades de condominio. Está compuesto de seis torres unidas mediante pasadizos elevados. Los toldos, salientes y muros de vegetación viva filtran la luz del sol y protegen los interiores del calentamiento excesivo. Los huecos entre las torres contienen terrazas con piscinas y sky gardens. Los bloques escalonados de la estructura están orientados para dejar que la luz del sol pase a través del edificio en su curso normal. Las aperturas a través del edificio pretenden incrementar la fuerza de las brisas que pasan y enfriar las viviendas. Los arquitectos concibieron este edificio como un modelo para edificio alto en un clima tropical de vientos bajos, rehaciendo el modelo mundial desarrollado para climas fríos con altos vientos.
The Met ha ganado el Premio de Bronce Emporis Skyscraper Award en 2009.
WOHA, la firma arquitectónica, ganó el Premio de Diseño del Presidente de Singapur al Diseño del Año 2009 para The Met. En 2010 the Met ganó el premio alemán "The International Highrise Award" y fue citado por "condiciones de vida sostenible en esta región tropical sin recurrir a aire acondicionado".